# LG Group
De LG Group is een Zuid-Koreaanse chaebol (conglomeraat) die actief is in elektronica, chemie, communicatie, handel en financiering.

## Betekenis van de naam en logo
De naam LG is een afkorting voor Lucky Goldstar, de naam van het bedrijf tot 1995. Voor de naamswijziging werden de producten in Zuid-Korea afgezet onder de merknaam Lucky, terwijl specifiek buitenlandse producten werden verkocht onder de merknaam Goldstar.
Thans heeft de afkorting 'LG' geen betekenis meer, hoewel de reclameslogan suggereert met "Life's Good", dat dit de verborgen betekenis van de letters is.
LG heeft een Easter egg in zijn logo zitten. Als men de L iets naar boven schuift, zal men Pac-Man te zien krijgen. De stip naast de L vormt zijn oog.

## Geschiedenis
In 1947 werd het eerste bedrijf opgericht, Lucky Chemical Industrial Co. (nu: LG Chem), van wat later de corporatie ging vormen was. Koo in-whoi was de oprichter. Het bedrijf was actief met de productie van cosmetica, tandenborstels, kammen en plastic bakken. Na de Koreaanse Oorlog kwamen daar wasmiddelen en tandpasta bij. In 1958 vond uitbreiding plaats naar consumentenelektronica. Goldstar Co. begon in dat jaar als eerste Zuid-Koreaans bedrijf met de productie van radio's. In 1966 was het de eerste in het land die televisies maakte.
In 1967 volgde een olieraffinaderij in Yeosu, in het uiterste zuiden van het land, met een capaciteit van 60.000 vaten olie per dag. Onder de naam Honam Oil Refinery begonnen de activiteiten, later werd het bedrijf hernoemd tot LG Caltex en vanaf 2005 gaat het verder als GS Caltex. Het bedrijf vierde in 2017 het 50-jarig bestaan. Het is nog altijd een joint venture van Chevron Corporation en GS Energy en heeft inmiddels een capaciteit van 790.000 vaten per dag en behoort tot de grootste van de wereld. In 2012 werd GS Energy verzelfstandigd.
Het gebruik van joint ventures met buitenlandse partijen was zeer gebruikelijk. In de jaren zeventig hadden diverse bedrijven van de groep buitenlandse partners, waaronder Goldstar Cable Company met het Japanse Hitachi, Goldstar Electric met NEC, Goldstar Tele-Electric en het Duitse Siemens, Goldstar Semiconductor met AT&T en Goldstar Honeywell met Honeywell-Bull.
In 1982 werd de eerste buitenlandse productievestiging geopend. Gold Star Co. besloot een fabriek voor kleurentelevisies te bouwen in Huntsville (Alabama). Het was de eerste fabriek van een Zuid-Koreaans bedrijf in de Verenigde Staten. De begincapaciteit was 50.000 eenheden, maar een uitbreiding naar 400.000 stuks was voorzien. Voor de Lucky Group betekende dit een investering van US$ 5 miljoen, een bescheiden bedrag voor een bedrijf met een jaaromzet van meer dan US$ 5 miljard. In 1987 volgde de eerste fabriek in Europa, in Worms, voor de productie van kleurentelevisies en videorecorders.
De chaebol bleef zich verder ontwikkelen in deze twee bedrijfstakken, chemie en consumentenelektronica, en bereikt in 1987 een omzet van US$ 16 miljard en telde toen zo'n 88.000 medewerkers.
Begin 1995 werd de naam gewijzigd van Lucky Goldstar Group in LG. In hetzelfde jaar kocht LG Electronics (LGE) een meerderheidsbelang in de Amerikaanse televisieproducent Zenith Electronics. LGE betaalde US$ 350 miljoen en breidde het aandelenbelang uit van 5% naar 57,7%. Zenith verloor terrein door de opkomst van goedkopere buitenlandse producenten en leed een verlies in negen van de afgelopen 10 jaar. Zenith telde in 1994 nog zo'n 20.000 medewerkers. In 1994 had LGE een omzet van US$ 7 miljard en zal na de overname het Franse bedrijf Thomson passeren als grootste fabrikant van consumentenelektronica in Noord-Amerika.
In 1999 besloten Philips en LGE een joint venture op te richten voor de productie van lcd's. Philips nam een belang van 50% in LG LCD en betaalde US$ 1,6 miljard. In oktober 2007 verkocht Philips een deel van het belang en hield daarna nog 19,9% van de aandelen in de joint venture.
De GS Group werd in 2005 gesplitst van LG, en kwam in handen van de familie Heo. De LG Group bleef in handen van de familie Koo.
In 2008 werd LG Solar Energy opgericht en in 2009 werd de eerste fabriek voor zonnepanelen geopend in Taean. In 2009 sloot LG Chem een overeenkomst met General Motors voor de levering van accupakketten voor elektrische auto's. LG Chem bouwde hiervoor een fabriek in de Verenigde Staten voor lithium-ion-accus voor de Chevrolet Volt. General Motors had hiervoor al zestien maanden de accu's getest. In 2010 volgde een vergelijkbare overeenkomst met Ford Motor Company.
In 2012 kwam een palmoliefabriek gereed voor LG Corp. De fabriek staat op het Indonesische Kalimantan en heeft een capaciteit van 40.000 ton per jaar. Het is een vervolgstap na de koop van een plantage van 160 km² in 2009.
Vanaf 1 december 2020 zijn de activiteiten voor batterijen voor elektrische auto's ondergebracht in een aparte onderneming, LG Energy Solution. Het komt hiermee apart te staan van LG Chem, maar deze laatste houdt vooralsnog 100% van de aandelen en de samenwerking tussen beide bedrijven blijft bestaan. Op termijn wordt een mogelijke separate beursnotering voor LG Energy Solution niet uitgesloten. Dit bedrijfsonderdeel had een jaaromzet van zo'n 13 biljoen won of ruim US$ 9 miljard in 2020.

## Groepen van LG
De holdingmaatschappij (LG Corporation) behaalde in 2022 een jaaromzet van zo’n 170 biljoen Zuid-Koreaanse won, dit is ongeveer US$ 120 miljard. Er zijn 71 bedrijven verdeeld over drie groepen:
- Electronics, in totaal 15 bedrijven waarvan de belangrijkste zijn LG Electronics, LG Display en LG Innotek;
- Chemicals, 23 bedrijven in totaal met onder andere LG Chem, LG Energy Solution en LG Household & Health Care en
- Telecom & Services, 33 ondernemingen waaronder LG U+, LG CNS en LG HelloVision.

In 2022 was LG Electronics veruit de grootste onderneming binnen de groep met een omzet van 83 biljoen won, gevolgd door LG Chem met een omzet van 52 biljoen won. In beide beursgenoteerde bedrijven heeft LG Corp zo'n een derde van de aandelen in handen.

### LG in België en Nederland
LG is in België en Nederland misschien wel het meest bekend door de productie van consumentenelektronica, zoals mobiele telefoons, televisies, radio's en geluidsapparatuur.